# Geografia del Burundi

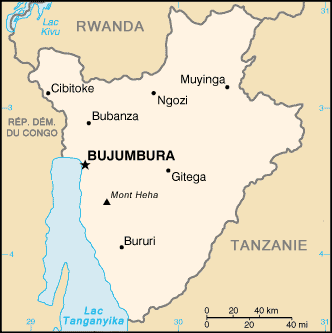
Cartina del Burundi

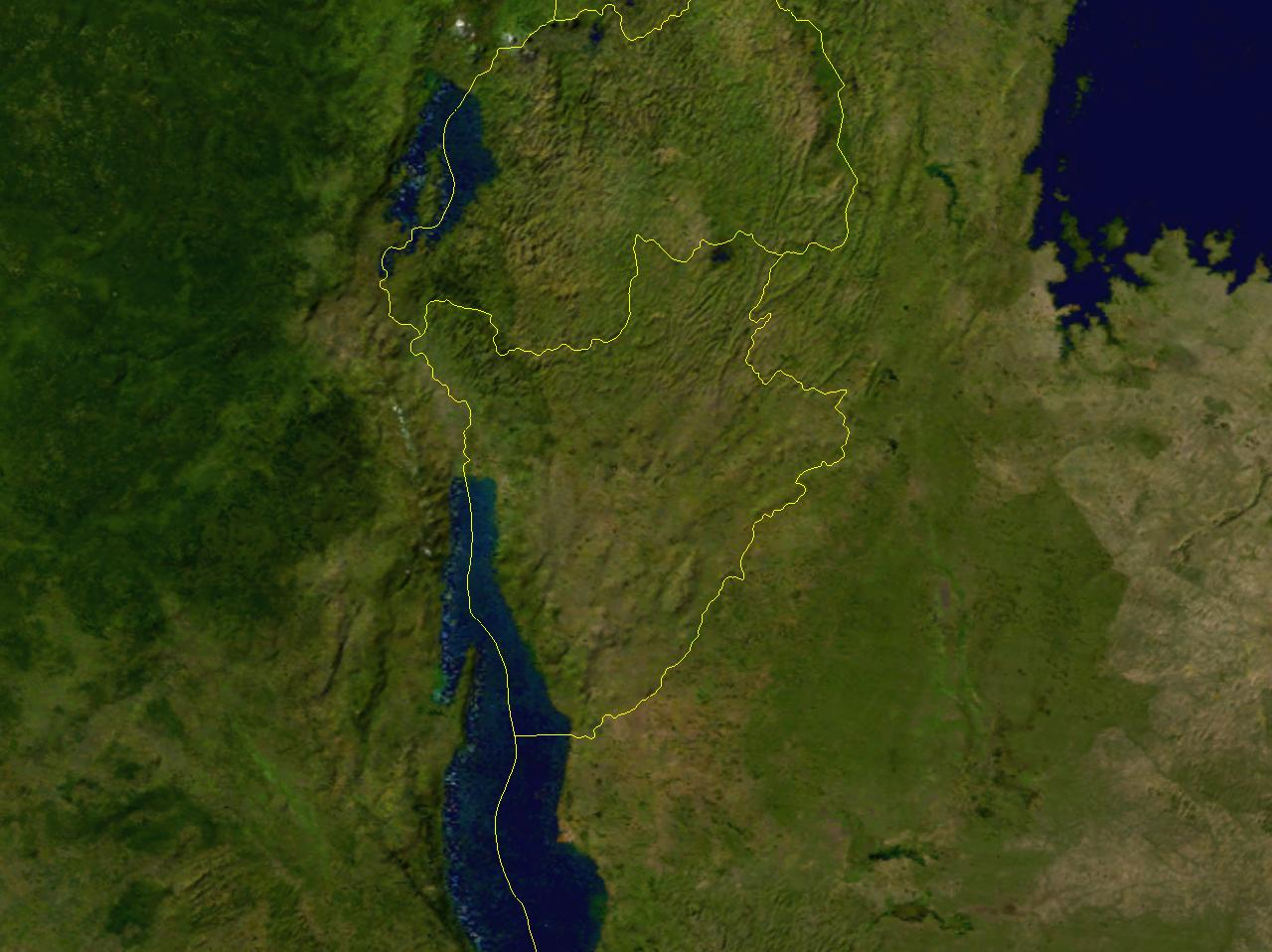
Visione satellitare del Burundi

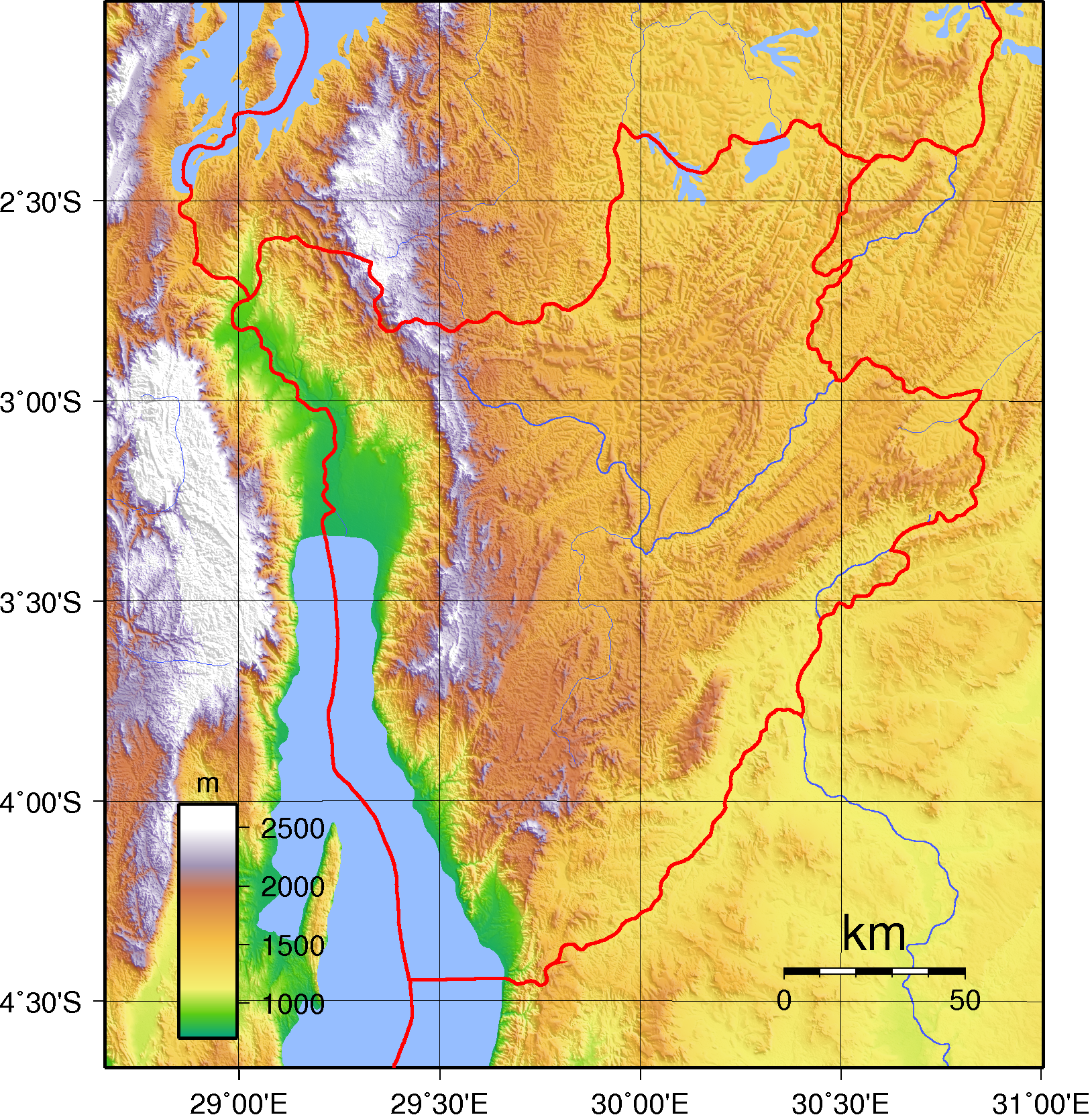
Mappa topografica del Burundi

Il Burundi è uno stato senza sbocco al mare situato nell'Africa centrale, localizzato ad est della Repubblica Democratica del Congo presso le coordinate 3°30′S 30°00′E. 

## Geografia fisica
Il Burundi si estende su una superficie pari a 27.830 chilometri quadrati, di cui 25.650 km² di superfici terrestri e 2.180 km² di superfici d'acqua. È costituito da un grande altipiano collinare intervallato da rilievi montuosi, i cui punti estremi sono a 772 metri sul Lago Tanganica e a 2.670 metri di altitudine sul livello del mare con il Monte Heha. Il paese possiede 974 chilometri di frontiera terrestri: 233 km sono condivise con la Repubblica Democratica del Congo, 290 km con il Ruanda e 451 km con la Tanzania. Il Burundi è privo di sbocchi sul mare, ma le regioni sud-occidentali s'affacciano sull'immenso Lago Tanganica. Il Burundi è posto lungo la linea spartiacque di due immensi bacini idrografici: quello del fiume Nilo, e quello del fiume Congo.

## Idrografia
I principali fiumi del paese sono il fiume Ruzizi che costituisce parte della frontiera con la Repubblica Democratica del Congo che sfocia nel Lago Tanganica, il Malagasari e il Ruvuvu. Il Kagera affluente del Nilo nasce nel nord del paese e si dirige verso il Lago Victoria. Il lago principale è il Lago Tanganyika. Alcuni laghi sono presenti nel nord, come il Mwungera, Narungazi, Rwihinda, Cohoha, Rwera e Kanzigiri

## Clima
Il Burundi possiede un clima equatoriale. La temperatura media annuale varia con l'altitudine, dai 23 °C ai 17 °C. La precipitazioni medie annue sono nell'ordine di 1500 mm circa, con due stagioni delle piogge che vanno da febbraio a maggio e da settembre a novembre. La stagione secca solitamente copre il periodo da giugno ad agosto e da dicembre a gennaio. 
| Stazioni     | Precipitazione Media Annua (mm) | Numero di Giorni Piovosi Medi Annui (giorni) | Temperatura Media Annua (°C) |
| Bujumbura    | 830.1                           | 139.7                                        | 24.0                         |
| Cankuzo      | 1215.1                          | 139.8                                        | 19.8                         |
| Gitega       | 1208.1                          | 178.0                                        | 19.5                         |
| Gisozi       | 1473.9                          | 178.3                                        | 16.6                         |
| Imbo         | 794.5                           | 140.4                                        | 24.1                         |
| Karuzi       | 1158.8                          | 136.3                                        | 19.6                         |
| Kirundo      | 1071.1                          | 123.1                                        | 20.7                         |
| Kinyinya     | 1190.2                          | 126.3                                        | 21.9                         |
| Makamba      | 1269.9                          | 134.5                                        |                              |
| Mparambo     | 925.6                           | 141.8                                        | 24.2                         |
| Mpota (Tora) | 1518.8                          | 184.6                                        | 15.4                         |
| Muyaga       | 1180.1                          | 102.2                                        |                              |
| Muyinga      | 1099.7                          | 136.1                                        | 19.8                         |
| Muriza       | 1156.5                          | 148.1                                        | 18.6                         |
| Musasa       | 1160.0                          | 158.3                                        | 21.6                         |
| Nyamuswaga   | 1361.9                          | 159.9                                        | 18.9                         |
| Nyanza Lac   | 1271.2                          | 120.0                                        | 23.4                         |
| Ruvyironza   | 1317.4                          | 166.2                                        | 17.1                         |
| Rwegura      | 1678.2                          | 190.2                                        | 14.9                         |
| Teza         | 1618.8                          | 190.9                                        | 16.0                         |

## Le risorse naturali
Il Burundi possiede riserve di: nichel, uranio, torba, cobalto, rame, platino (non ancora sfruttate) e vanadio. Vi è anche seminativi e il potenziale di energia idroelettrica. 140 km² di terreni in Burundi è irrigato. La tabella qui di seguito viene descritto l'uso del territorio in Burundi. 

## Dati generali
Uso del suolo: 

seminativi: 44% 

colture permanenti: 9% 

pascoli permanenti: 36% 

foreste e boschi: 3% 

altro: 8% 
Terre irrigue: 140 km²
Ambiente-questioni attuali: una delle problematiche ambientali per il Burundi è costituita dall'erosione del suolo, causato dall'eccessivo sfruttamento agricolo delle terre marginali. Altre questioni includono: la deforestazione, con taglio incontrollato di porzioni della foresta, e la perdita di habitat per la fauna selvatica.